# La Piedad
La Piedad (de son nom complet La Piedad de Cabadas) est une ville appartenant à la municipalité de La Piedad, située au nord-ouest de l'État mexicain du Michoacán, à la frontière du Jalisco et du Guanajuato.

## Personnalités liée à la commune
- Ramiro Árciga (2004-), footballeur mexicain né à La Piedad.